# Dostojka latonia
Dostojka latonia, perłowiec mniejszy (Issoria lathonia) – gatunek motyla dziennego z rodziny rusałkowatych (Nymphalidae).

## Opis
Rozpiętość skrzydeł od 40 do 48 mm. Wierzchnia strona skrzydeł ochrowożółta lub ruda z rzędami czarnych plamek. Na spodzie przedniego skrzydła w części wierzchołkowej znajdują się dwie lub trzy małe srebrne plamki. Na spodzie tylnego skrzydła duże srebrne plamy. Dymorfizm płciowy niewielki.

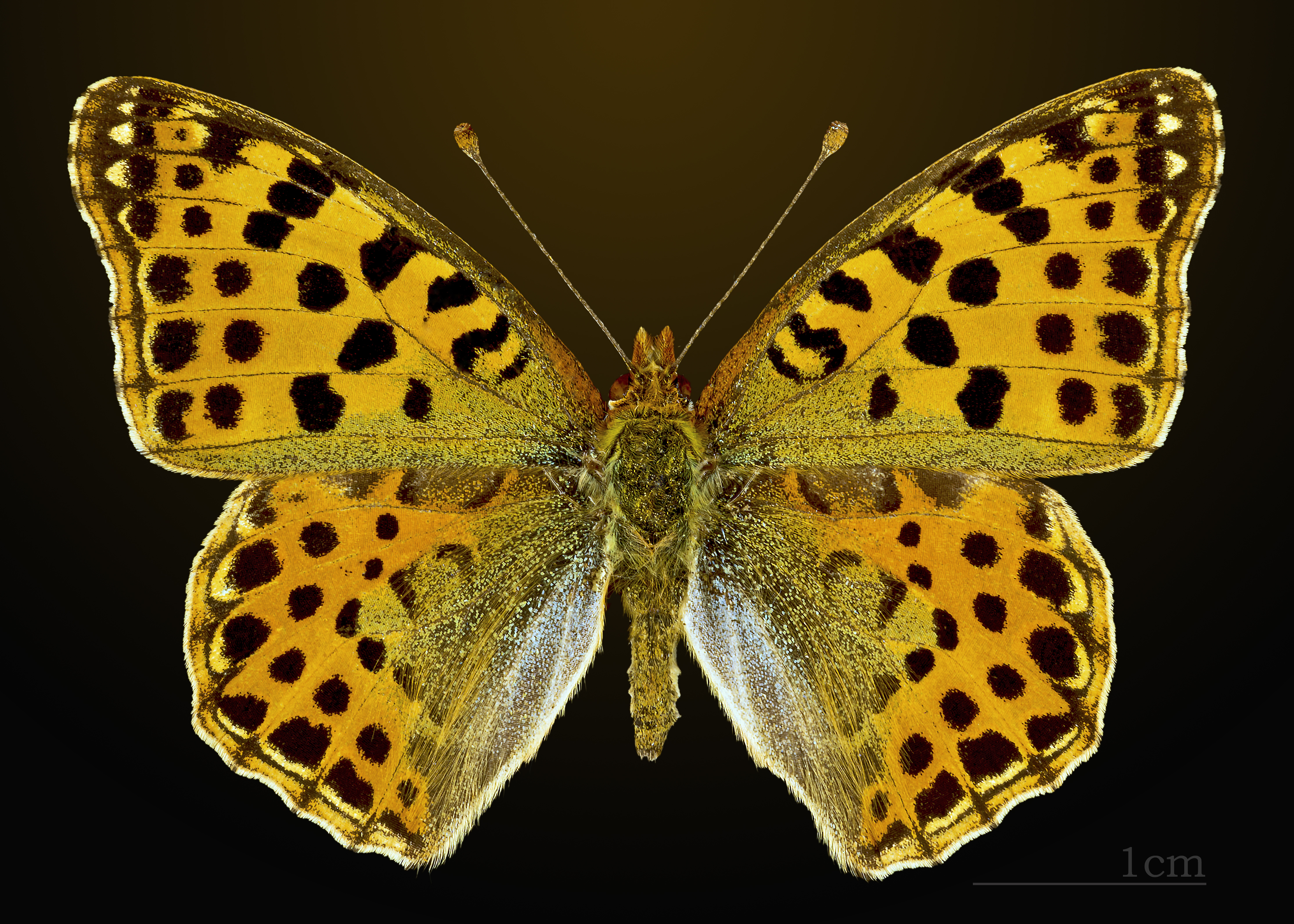
♂
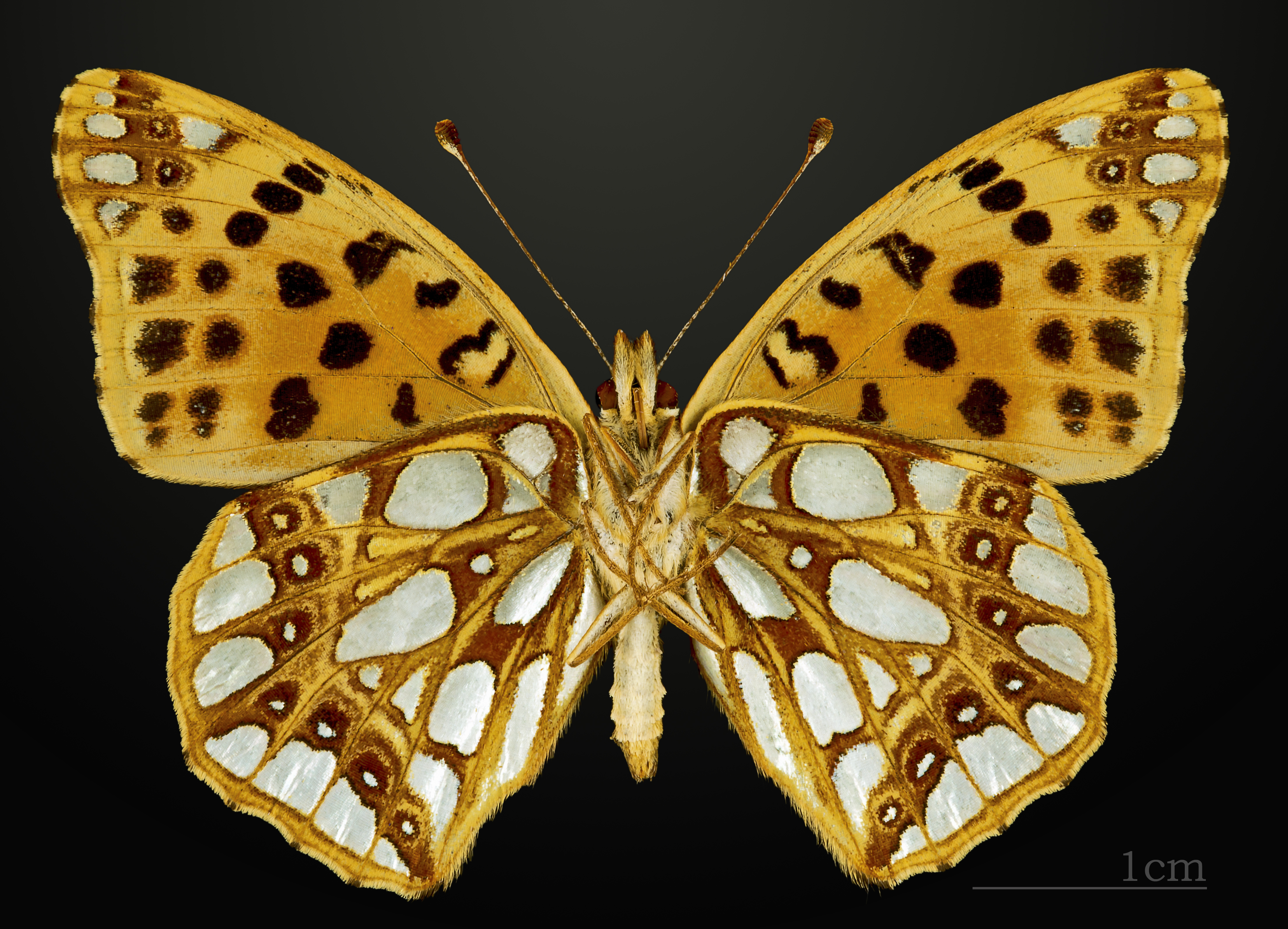
♂△

## Biologia i ekologia
Jaja składane pojedynczo na liściach rośliny żywicielskiej. Gąsienice wylęgają się po 1–2 tygodniach. Żerują na fiołku polnym, początkowo na kwiatach, później na liściach. Zimują gąsienice na różnym etapie rozwoju, czasem również poczwarki. W obrębie zasięgu występowania motyle mogą migrować na duże odległości. Owady dorosłe są dobrymi lotnikami, często można je spotkać gdy wygrzewają  się na kamieniach lub na ziemi.

## Okres lotu
W dwóch lub trzech pokoleniach, od końca kwietnia do początku października.

## Rozmieszczenie geograficzne
Od zachodnich granic Palearktyki po Mongolię, wszędzie pospolity. Występuje w całej Polsce.

## Biotop
Tereny otwarte. Preferuje siedliska suche, murawy kserotermiczne, suche łąki, miedze, wrzosowiska, ugory, skraje pół.